# Marcha de Radetzky

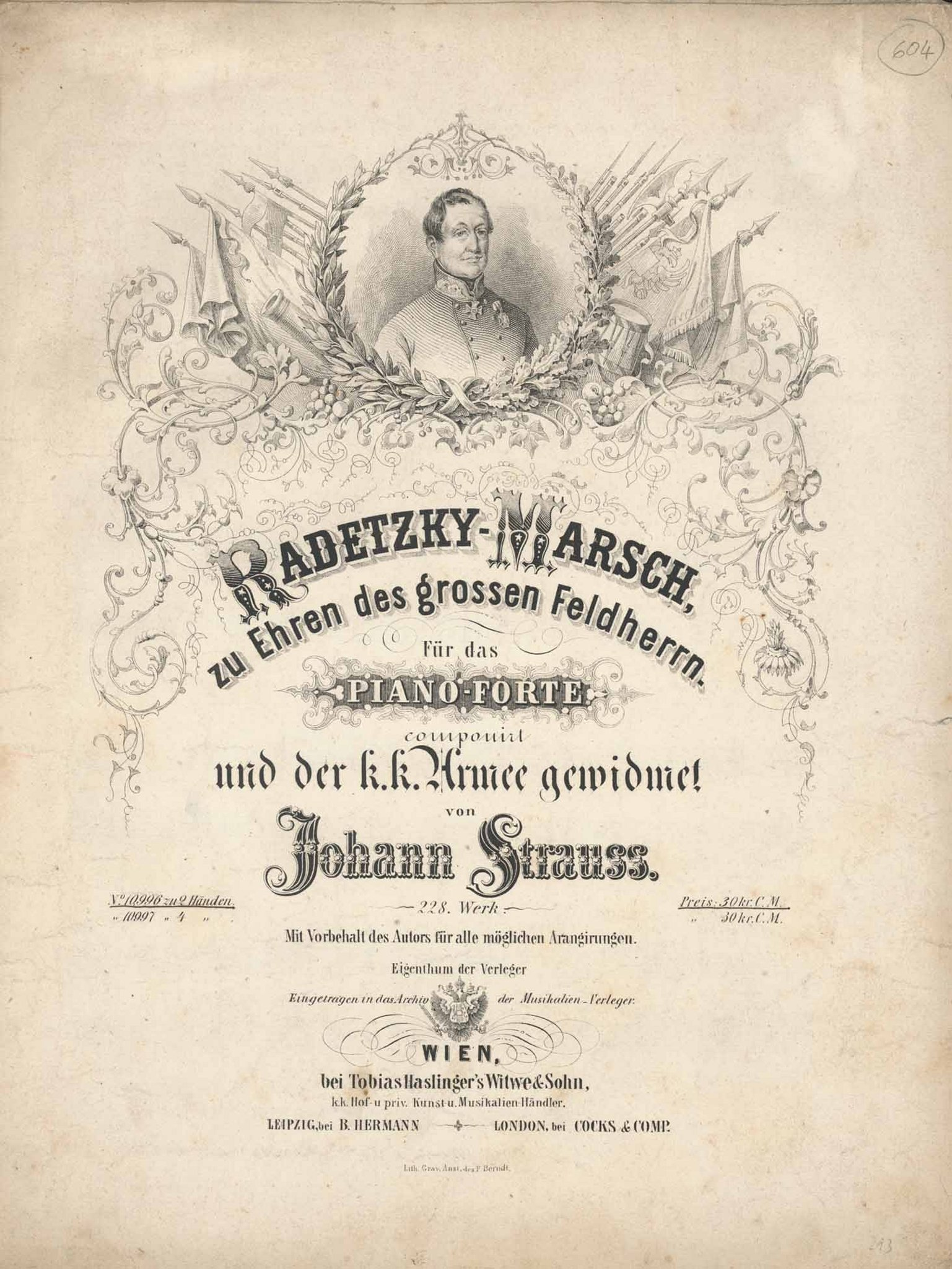
Capa de edição da Marcha de Radetzky por Johann Strauss (pai), 1848

A Marcha de Radetzky, Op. 228 (título original em alemão: Radetzky-Marsch) é uma marcha composta por Johann Strauss (pai), que foi estreada em Viena em 31 de agosto de 1848 para celebrar a vitória do Império Austríaco, sob o comando do marechal de campo austríaco Josef Radetzky von Radetz, sobre o Reino da Sardenha na Batalha de Custoza, travada pouco mais de um mês antes no âmbito da Primeira Guerra de Independência Italiana. Além dessa vitória, a marcha era uma homenagem ao marechal pelo seu protagonismo na repressão das revoluções de 1848.
Apesar do seu estilo ser mais de celebração do que marcial, a marcha tornou-se rapidamente popular como marcha militar. Desde 1896 que é a marcha oficial da Escola Militar do Libertador Bernardo O'Higgins do Exército do Chile e da Academia Militar Marechal Francisco Solano López do Exército Paraguaio. É também a marcha do regimento 1st The Queen's Dragoon Guards do Reino Unido.
Juntamente com a valsa O Danúbio Azul, a marcha tornou-se uma espécie de hino não oficial austríaco. Atualmente é usada em numerosos jingles publicitários e em eventos desportivo importantes, nomeadamente no jogos da Seleção Austríaca de Futebol.
Desde que foi incluída no programa do Concerto de Ano Novo de Viena pelo maestro da Filarmónica de Viena Josef Krips, em 1946, que é tocada como um encore jubiloso.